# Ignacio Garriga
Ignacio Garriga Vaz de Concicao (San Cugat del Vallés, 4 de fevereiro de 1987) é um dentista, professor universitário e político espanhol. Atualmente, assume as funções de Secretário-Geral e vice-presidente do VOX, além de ser deputado no Parlamento da Catalunha.
Foi deputado no Congresso dos Deputados por Barcelona nas legislaturas XIII e XIV.

## Biografia
Ignacio é o mais novo dos dois filhos de Rafael Garriga Kuijpers e Clotilde Vaz de Concicao Morlay, espanhois de origem equatoriana. Foi professor da Faculdade de Odontologia da Universidade Internacional da Catalunha.

### Trajetória na política
Ingressou no Partido Popular em 2005. Pertencente ao setor "renovador" do PP catalão que surgiu em torno de Montserrat Nebrera, deixou o partido após a sua derrota interna contra Alicia Sánchez-Camacho. Enfrentando as eleições para o Parlamento da Catalunha em 2010, concorreu como número 18 por Barcelona na lista do partido Alternativa de Govern liderado por Nebrera, sem se conseguir eleger, Garriga ingressou no Vox em 2014.
Por ser o único político mulato conhecido no partido, às vezes é descrito como o "negro do Vox" ou o "homem negro do Vox", no qual rejeita esse rótulo. Apesar da postura anti-imigração ilegal do seu partido político, Garriga fez comentários de apoio aos imigrantes em Espanha, já que ele próprio é descendente de imigrantes, embora apoie a deportação obrigatória de imigrantes ilegais. Da mesma forma, Ignacio Garriga afirmou que "o Vox é um partido humanista cristã ". Embora "orgulhosamente" se identifique como catalão, Garriga é fortemente contra o movimento de independência da Catalunha.
Ingressou como deputado no Congresso dos Deputados, na décima terceira legislatura, depois de aparecer como cabeça de lista pelo Vox em Barcelona nas eleições de 28 de abril de 2019, conseguiu ser eleito. Na décima quarta legislatura, conseguiu a sua reeleição no mesmo assento, repetindo novamente como primeiro do Vox em Barcelona, nas eleições de 10 de novembro do mesmo ano.
Apresentou a moção de censura do Grupo Parlamentar VOX no Congresso dos Deputados a Pedro Sánchez em outubro de 2020.
Foi designado pelo seu partido como candidato à presidência da Generalitat para as eleições para o Parlamento da Catalunha em fevereiro de 2021. Na eleição, o Vox conquistou 11 deputados e emergiu como quarta força política no parlamento catalão. O resultado obtido por Garriga à frente do Vox foi uma " superação " às demais forças políticas nacionais de direita na Catalunha.
Em 6 de outubro de 2022, o Comitê Executivo Nacional do Vox, nomeou-o secretário-geral do partido após Javier Ortega Smith, assumir a vice-presidência do partido.